# Nicolaas G. W. H. Beeger
Nicolaas George Wijnand Henri Beeger (1884 Utrecht - 1965 Amsterdam) byl holandský matematik.
V roce 1916 získal doktorát. Většinu života působil jako učitel, vědecké články psal ve volném čase. V roce 1922 nalezl Wieferichovo prvočíslo 3511.